# Алпете
Алпете (итал. Alpette) је насеље у Италији у округу Торино, региону Пијемонт.
Према процени из 2011. у насељу је живело 239 становника. Насеље се налази на надморској висини од 959 м.

## Становништво
Према резултатима пописа становништва 2011. у општини је живело 277 становника.
| 1931. | 1936. | 1951. | 1961. | 1971. | 1981. | 1991. | 2001. | 2011. |
| ----- | ----- | ----- | ----- | ----- | ----- | ----- | ----- | ----- |
| 680   | 489   | 379   | 247   | 350   | 333   | 329   | 300   | 277   |